# Katarina G. Bonde
Gudrun Maria Katarina Åkerlind Bonde, född 7 augusti 1958, är en svensk företagsledare och affärsängel.
Bonde studerade teknisk fysik på Kungliga tekniska högskolan. Under sin studietid var hon bland annat sektionsordförande två år i följd och en av grundarna av Fysikalen. Hon hade smeknamnet "KGB" under sin studietid och blev riddare av Integralorden. Hon fick utmärkelsen Årets Alumn av KTH 2005 och tilldelades Boreliusmedaljen 2018.
Idag (2018) är hon VD för riskkapitalbolaget Kubi LLC. Hon har varit konsult åt Regeringskansliet och är styrelseordförande i Opus Group AB, Propellerhead Software AB och Imint AB. Hon är också  styrelseledamot i bland annat Mycronic AB, Stillfront AB, Micro Systemation AB,, Sverige-Amerika Stiftelsen. Bonde har varit VD för ett antal IT-företag i Sverige och USA och haft styrelseuppdrag i bland annat ExpensePath Inc., NetReflector Inc., Orc Software, Nordax Group AB, Avega AB, Sjätte AP-fonden, Dibs AB, Framfab AB, Kungliga operan och Seattle Opera.
Sedan 1998 äger hon en vingård, West Wines, i Sonoma i Kalifornien.